# Álvaro Fernández
|  | Aquest article tracta sobre el futbolista uruguaià. Vegeu-ne altres significats a «Álvaro Fernández (desambiguació)». |

Álvaro Fernández (Villa Soriano, 11 d'octubre de 1985) és un futbolista internacional uruguaià que juga actualment al Seattle Sounders FC dels Estats Units.

## Biografia

### Club
Nascut a Villa Soriano, Fernández va començar a jugar al club Atenas de San Carlos. El 2007 signa un contracte amb el Montevideo Wanderers Fútbol Club. Després de 43 partits i 3 gols marcats amb el Wanderers, Fernández passa al Puebla de Mèxic abans de tornar a l'Uruguai per jugar amb el Nacional de Montevideo. Amb el Nacional, va marcar 4 gols que, en part, van ajudar el seu equip a guanyar la lliga 2008-2009.
El 2009 va jugar per primera vegada fora d'Amèrica, amb el club portuguès Vitória. No obstant això, aviat seria transferit a la Universidad de Chile. El 29 de juliol de 2010 els Seattle Sounders van confirmar-lo com a nou jugador del club nord-americà. El 31 de juliol juga el seu primer partit amb els Sounders en una victòria contra els San Jose Earthquakes (1-0). El 3 d'agost també jugaria amb els Sounders, marcant un dels gols que donaria la victòria al club contra l'Isidro Metapán. Els Sounders classificarien per a la Champions League de la CONCACAF 2010-11.

### Internacional
Amb la selecció de futbol de l'Uruguai, Fernández jugaria el seu primer partit l'1 d'abril de 2009 contra Xile en la fase de classificació per a la Copa del Món de futbol 2010. Un cop classificada la selecció nacional, Fernández va jugar un total de 4 partits amb l'equip, ajudant la Celeste a aconseguir la quarta posició mundialista.
El 14 de maig de 2011 és convocat per jugar un partit amistós contra la selecció de futbol d'Alemanya.

## Palmarès

### Club
Nacional
- Primera Divisió de l'Uruguai (1): 2008-2009.

 Seattle Sounders FC
- US Open Cup (1): 2010.

### Internacional
Uruguai
- Copa del Món de futbol: 2010, quarta posició.